# 中電總部

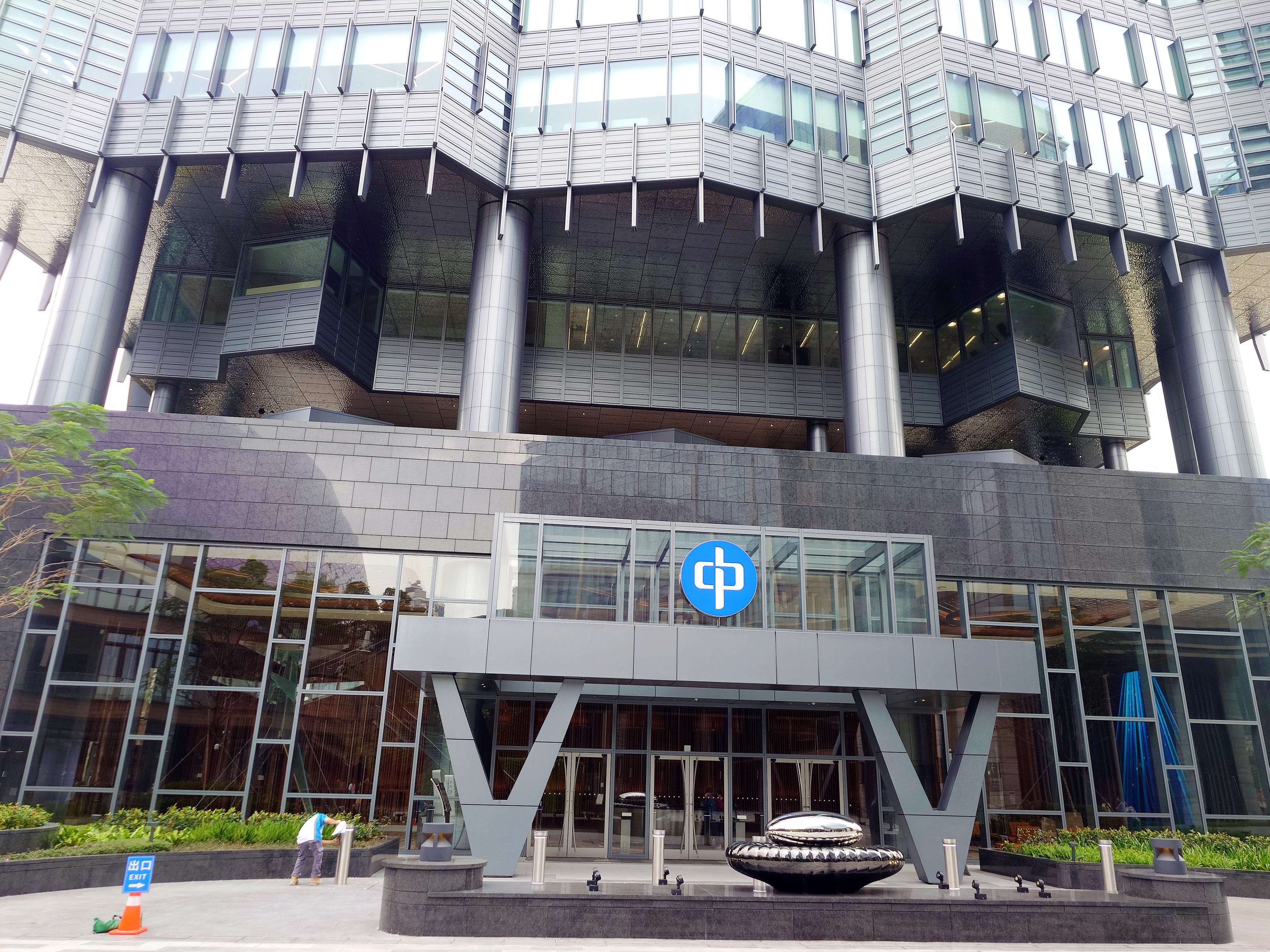

中電總部（英語：CLP Headquarters）位於香港九龍啟德承啟道43號，是中電集團的總部大樓，2025年4月28日落成並舉行啟用典禮，是首間在啟德發展區設立總部的企業。中電原有總部位於海逸豪園以及亞皆老街，原先計劃將整個海逸坊改為總部大樓，但遭到居民強烈反彈而將總部選址改為啟德。大樓原址為遠東發展於2019年以24億4000萬港元投得，後來與中電集團達成協議，分拆啟德體育園鄰近辦公室的項目，交易額達33億8000萬港元，建築面積達17萬4000平方英尺，而酒店部分則繼續由遠東發展持有。中電總部大樓樓高10層，可容納1000人在內工作，設計靈感源自摺疊屏風和帆船。大樓採用節水裝置、環保建材，用水量因而比能源與環境設計先鋒評級標準低超過一半，碳排放量亦比機電工程署建築物能源效益守則標準低四分之一。
中電總部的落成典禮由中電集團董事會主席米高·嘉道理主持，主禮嘉賓包括環境及生態局局長謝展寰、外交部駐港特派員公署副特派員李永勝及中聯辦經濟部副部長呂峰。